# Бартош, Георгий Аполлинарьевич
Георгий Аполлинарьевич Бартош (1893—1931) — русский офицер, военный лётчик. Герой Первой мировой войны. Участник Гражданской войны.

## Биография
Родился 29 декабря 1893 года в Бакинской губернии. Обучался в Бакинской мужской гимназии и в Санкт-Петербургском институте путей сообщения.
Участник Первой мировой войны с 1914 года добровольцем в составе  1-й авиационной роты, для повышения квалификации был командирован на Курсы авиационных мотористов при Санкт-Петербургском политехническом институте.
15 мая 1915 года переведен на службу в 26-й Брест-Литовский корпусной авиационный отряд. 5 августа 1915 года за храбрость был награждён Георгиевским крестом 4 степени:
За храбрость оказанную против неприятельской армии
22 мая 1916 года "за боевые отличия" произведён в прапорщики, и последовательно занимал должности старшего авиационного моториста, штатного летчика-наблюдателя, а с 12 июня 1917 года был назначен заведующим технической частью 26-го авиационного отряда.
31 июля 1917 года за храбрость был награждён Орденом Святого Георгия 4 степени и произведён в подпоручики:
За то, что в воздушном бою 14-го декабря 1916 года в районе Тыргу-Окна сбил неприятельский самолет
С июля по август 1917 года находился в распоряжении дежурного генерала штаба 9-й армии.
С 1918 года в авиационных отрядах войск Добровольческой армии. С 1919 года  лётчик-наблюдатель авиационных отрядов ВСЮР.
С июня 1920 года в РККА — летчик-наблюдатель и инструктор школы авиации Азербайджанской ССР. В июле 1920 года переведен в РККВФ и зачислен в резерв авиационных специалистов при штабе ВВФ Кавказского фронта. С сентября 1920 года исполнял обязанности помощника по технической части начальника авиационного отделения и инспектора по вооружению штаба ВВФ Кавказского фронта. С 5 мая 1921 года начальник авиационного отделения штаба ВВФ Кавказского фронта. С 26 декабря 1921 года начальник технического и ремонтного отделений Управления ВВФ Северо-Кавказского военного округа.
С 1926 года  жил в Москве, работал инженером на Государственном авиационном заводе N 7. В 1928 году арестован ОГПУ по доносу сослуживца, в 1929 году был выпущен. Умер в 1931 году от туберкулёза.